# Therates circumscriptus
Therates circumscriptus (лат.) — вид жуков-скакунов рода Therates из семейства жужелицы (Carabidae). 

## Распространение
Лаос (Louangnamtha).

## Описание
Длина около 7 мм. Тело с металлическим блеском. От близких видов отличается сочетанием короткой плечевой лунки и вершинами надкрылий, в которой отсутствуют пятна. Голова блестящая зеленовато-чёрная. Мандибулы желтоватые, зубцы по краю буроватые. Верхняя губа одинаковой ширины и длины, затемнённая, с шестью вершинными зубцами и одним боковым зубцом. Губные и максиллярные щупики желтоватые. Наличник голый. Лоб гладкий. Переднеспинка блестящая зеленовато-чёрная, одинаковой длины и ширины, сужена спереди и сзади. Надкрылья блестящие чёрные с коричневато-жёлтыми отметинами. Брюшная сторона чёрная. Ноги желтоватые, голени и лапки несколько затемнены дистально.